# Ковале (Білостоцький повіт)
Ковале (пол. Kowale) — село в Польщі, у гміні Сураж Білостоцького повіту Підляського воєводства.
Населення — 80 осіб (2011).
У 1975-1998 роках село належало до Білостоцького воєводства.

## Демографія
Демографічна структура станом на 31 березня 2011 року:
|          | Загалом | Допрацездатний вік | Працездатний вік | Постпрацездатний вік |
| -------- | ------- | ------------------ | ---------------- | -------------------- |
| Чоловіки | 33      | 5                  | 26               | 2                    |
| Жінки    | 47      | 10                 | 24               | 13                   |
| Разом    | 80      | 15                 | 50               | 15                   |